# Errol Spence
Errol Spence Jr. (Long Island, 3 marzo 1990) è un pugile statunitense.
Soprannominato "The Truth", è detentore del titolo mondiale IBF dei pesi welter dal 2017 e del titolo mondiale WBC dei pesi welter dal 2019 e del titolo mondiale WBA dal 2022. È un pugile completo dotato di un ottimo sinistro, bravo sia dalla lunga che dalla corta distanza 
Come dilettante ha vinto tre edizioni consecutive dei campionati nazionali e raggiunto i quarti di finale delle Olimpiadi di Londra 2012.

## Biografia
Spence nasce a Long Island, negli Stati Uniti, figlio di Errol Sr. e Debra Spence.

## Carriera

### Dilettante
Ha avuto una carriera amatoriale di successo, vincendo tre edizioni consecutive dei campionati nazionali dilettanti.
Nell'estate del 2012 prende parte ai Giochi olimpici di Londra 2012, nella categoria dei pesi welter. Il 3 agosto, dopo aver presentato ricorso alla AIBA, gli viene assegnata la vittoria sull'indiano Vikas Krishan Yadav, inizialmente proclamato vincitore del match (13:11) ma poi eliminato dal torneo per condotta irregolare. Accede così ai quarti di finale, dove però si arrende a Andrey Zamkovoy. Subito dopo la rassegna olimpica Spence decide di passare al professionismo. 

### Professionista
Spence compie il suo debutto da professionista il 9 novembre 2012, all'età di ventidue anni, quando sconfigge il portoricano Jonathan Garcia per KO al terzo round.

## Risultati nel pugilato
Di seguito, la lista degli incontri disputati da professionista:
| N. | Risultato | Record | Avversario              | Tipo | Round, tempo  | Data              | Località                                                        | Note                                                                                     |
| -- | --------- | ------ | ----------------------- | ---- | ------------- | ----------------- | --------------------------------------------------------------- | ---------------------------------------------------------------------------------------- |
| 29 | Sconfitta | 28–1   | Terence Crawford        | TKO  | 9 (12), 2:32  | 29 luglio 2023    | T-Mobile Arena, Paradise, Nevada, USA                           | Perde i titoli welter WBA (Super), WBC e IBF; Per i titoli welter WBO e The Ring vacanti |
| 28 | Vittoria  | 28–0   | Yordenis Ugás           | TKO  | 10 (12), 1:44 | 16 aprile 2022    | AT&T Stadium, Arlington, Texas, USA                             | Mantiene i titoli welter WBC e IBF; Vince il titolo dei pesi welter WBA (Super).         |
| 27 | Vittoria  | 27–0   | Danny Garcia            | UD   | 12            | 5 dicembre 2020   | AT&T Stadium, Arlington, Texas, USA                             | Mantiene i titoli welter WBC e IBF                                                       |
| 26 | Vittoria  | 26–0   | Shawn Porter            | SD   | 12            | 28 settembre 2019 | Staples Center, Los Angeles, California, USA                    | Mantiene il titolo welter IBF; Vince il titolo welter WBC                                |
| 25 | Vittoria  | 25–0   | Mikey Garcia            | UD   | 12            | 16 marzo 2019     | AT&T Stadium, Arlington, Texas, USA                             | Mantiene il titolo welter IBF                                                            |
| 24 | Vittoria  | 24–0   | Carlos Ocampo           | KO   | 1 (12), 3:00  | 16 giugno 2018    | Ford Center at The Star, Frisco, Texas, USA                     | Mantiene il titolo welter IBF                                                            |
| 23 | Vittoria  | 23–0   | Lamont Peterson         | RTD  | 7 (12), 3:00  | 20 gennaio 2018   | Barclays Center, New York City, New York, USA                   | Mantiene il titolo welter IBF                                                            |
| 22 | Vittoria  | 22–0   | Kell Brook              | KO   | 11 (12), 1:47 | 27 maggio 2017    | Bramall Lane, Sheffield, Inghilterra                            | Vince il titolo welter IBF                                                               |
| 21 | Vittoria  | 21–0   | Leonard Bundu           | KO   | 6 (12), 2:06  | 21 agosto 2016    | Ford Amphitheater at Coney Island, New York City, New York, USA |                                                                                          |
| 20 | Vittoria  | 20–0   | Chris Algieri           | TKO  | 5 (10), 0:48  | 16 aprile 2016    | Barclays Center, New York City, New York, USA                   |                                                                                          |
| 19 | Vittoria  | 19–0   | Alejandro Barrera       | TKO  | 5 (12), 1:46  | 28 novembre 2015  | The Bomb Factory, Dallas, Texas, USA                            |                                                                                          |
| 18 | Vittoria  | 18–0   | Chris van Heerden       | TKO  | 8 (10), 0:50  | 11 settembre 2015 | Ricoh Coliseum, Toronto, Ontario, Canada                        |                                                                                          |
| 17 | Vittoria  | 17–0   | Phil Lo Greco           | TKO  | 3 (10), 1:50  | 20 giugno 2015    | MGM Grand Garden Arena, Paradise, Nevada, USA                   |                                                                                          |
| 16 | Vittoria  | 16–0   | Samuel Vargas           | TKO  | 4 (10), 1:45  | 11 aprile 2015    | Barclays Center, New York City, New York, USA                   |                                                                                          |
| 15 | Vittoria  | 15–0   | Francisco Javier Castro | TKO  | 5 (8), 2:43   | 13 dicembre 2014  | MGM Grand Garden Arena, Paradise, Nevada, USA                   |                                                                                          |
| 14 | Vittoria  | 14–0   | Noe Bolanos             | RTD  | 2 (8), 3:00   | 11 settembre 2014 | The Joint, Paradise, Nevada, USA                                |                                                                                          |
| 13 | Vittoria  | 13–0   | Ronald Cruz             | UD   | 10            | 27 giugno 2014    | The Joint, Paradise, Nevada, USA                                |                                                                                          |
| 12 | Vittoria  | 12–0   | Raymond Charles         | TKO  | 1 (10), 2:52  | 18 aprile 2014    | Illusions Theater, San Antonio, Texas, USA                      |                                                                                          |
| 11 | Vittoria  | 11–0   | Peter Olouch            | KO   | 4 (8), 1:39   | 10 febbraio 2014  | Cowboys Dancehall, San Antonio, Texas, USA                      |                                                                                          |
| 10 | Vittoria  | 10–0   | Gerardo Cuevas          | RTD  | 1 (8), 3:00   | 13 dicembre 2013  | Fantasy Springs Resort Casino, Indio, California, USA           |                                                                                          |
| 9  | Vittoria  | 9–0    | Emmanuel Lartie Lartey  | UD   | 8             | 14 ottobre 2013   | BB&T Center, Sunrise, Florida, USA                              |                                                                                          |
| 8  | Vittoria  | 8–0    | Jesus Tavera            | TKO  | 1 (8), 2:33   | 12 settembre 2013 | MGM Grand Marquee Ballroom, Paradise, Nevada, USA               |                                                                                          |
| 7  | Vittoria  | 7–0    | Eddie Cordova           | KO   | 1 (6), 2:13   | 20 luglio 2013    | Fantasy Springs Resort Casino, Indio, California, USA           |                                                                                          |
| 6  | Vittoria  | 6–0    | Guillermo Ibarra        | KO   | 1 (6), 1:32   | 1 giugno 2013     | BB&T Center, Sunrise, Florida, USA                              |                                                                                          |
| 5  | Vittoria  | 5–0    | Brandon Hoskins         | TKO  | 1 (6), 2:35   | 3 maggio 2013     | Cosmopolitan of Las Vegas, Paradise, Nevada, USA                |                                                                                          |
| 4  | Vittoria  | 4–0    | Luis Torres             | UD   | 4             | 2 marzo 2013      | Our Lady of the Lake University Gym, San Antonio, Texas, USA    |                                                                                          |
| 3  | Vittoria  | 3–0    | Nathan Butcher          | TKO  | 1 (4), 1:03   | 26 gennaio 2013   | The Joint, Paradise, Nevada, USA                                |                                                                                          |
| 2  | Vittoria  | 2–0    | Richard Andrews         | TKO  | 3 (4), 0:44   | 15 dicembre 2012  | Memorial Sports Arena, Los Angeles, California, USA             |                                                                                          |
| 1  | Vittoria  | 1–0    | Jonathan Garcia         | KO   | 3 (4), 2:41   | 9 novembre 2012   | Fantasy Springs Resort Casino, Indio, California, USA           |                                                                                          |